# La Chimbera
La Chimbera est une localité située dans la province de San Juan, dans le Département de Veinticinco de Mayo, en Argentine.

## Séismes
Le 23 novembre 1977, la région a été dévastée par un séisme qui a laissé comme un regrettable bilan quelques victimes, et un pourcentage important de dégâts matériels dans les bâtiments.
Bien que de telles activités géologiques catastrophiques se produisent depuis la préhistoire, le séisme du 20 mars 1861 a marqué une étape importante dans l'histoire des événements sismiques en Argentine, car il s'agissait du plus fort séisme jamais enregistré et documenté dans le pays. Depuis lors, la politique des gouvernements successifs de Mendoza et des municipalités a consisté à prendre des précautions extrêmes et à restreindre les codes de construction. Et avec le séisme de San Juan du 15 janvier 1944 (77 ans), le gouvernement a pris conscience de l'énorme gravité sismique de la région.